# زیردریایی ۱۰۰-کلاس روو
سابمارین ۱۰۰-کلاس روو (به انگلیسی: Ro-100-class submarine) یک کلاس از زیردریایی است که طول آن ۶۰٫۹۰ متر (۱۹۹ فوت ۱۰ اینچ) می‌باشد.